# Yachtclub Zell am See
Der Yachtclub Zell am See (YCZ) ist ein österreichischer Segelverein im Ortsteil Prielau von Zell am See am Nordufer des Zeller Sees. Der Yachtclub wurde 1959 gegründet, hat über 150 Mitgliedern, darunter weltweit erfolgreiche Regatta-Segler. Regelmäßig stattfindende Segel-Veranstaltungen bringen dem Yachtclub internationale Aufmerksamkeit.

## Geschichte
Die Geschichte des Segelns am Zeller See begann lange vor Gründung des Yachtclubs Zell am See. Auf einem Holzstich von Richard Püttner um 1880 sind im Vordergrund drei Damen in einem sogenannten Flachboot mit Stehruder und einem behelfsmäßigen Segel am Nordufer des Zeller See zu sehen. Im Hintergrund ist ein weiteres Boot unter Segel zu erkennen. Aus der Familienchronik der Bootsvermietung Helene Grassl geht hervor, dass bereits ihr Vater Josef Linemayer um 1900 Kielboote in Tegernsee kaufte, mit Segeln ausstattete und somit der erste Besitzer eines Mietsegelbootes am Zeller See war.
1920 wurde das Jollensegeln durch die Initiative des Fremdenverkehrs- und Flugpioniers Georg Oberschneider beliebt. Heute ist in Zell am See die Georg-Oberschneiderstraße nach ihm benannt. In den 1930er Jahren kamen weitere Segeljollen an den Zeller See. 10er- und 15er-Rennjollen sowie H-Jollen und um 1940 die erste O-Jolle. 1950 wurde die erste offizielle Regatta am Zeller See ausgetragen.
Am 25. September 1959 wurde der Yachtclub Zell am See gegründet. 1980/81 wurde das neu renovierte Clubgebäude feierlich eingeweiht.

## Erfolge

### Regatta-Erfolge
Der Yachtclub Zell am See hat erfolgreiche Segler hervorgebracht.
Die ersten Teilnehmer des Yachtclub Zell am See bei olympischen Spielen waren Hubert Porkert und Hermann Kupfner bei den Olympischen Sommerspielen 1980 in Tallinn auf dem Tornado. Sie erreichten den 7. Rang.
Hans-Peter Steinacher und Roman Hagara gehören zu den erfolgreichsten Sommersportlern Österreichs. Sie gewannen bei den Olympischen Sommerspielen 2000 in Sydney und den Olympischen Sommerspielen 2004 in Athen jeweils die Goldmedaille im Tornado und kürten sich zu Olympia-Doppelsiegern. Auf dem Tornado wurden sie weiter 1999 Weltmeister, 2× Vizeweltmeister (2000, 2001) und 2006 dritte der WM. Sie wurden 4× Europameister (1997, 2000, 2001, 2006) und 2× zweite der EM (2003, 2005).
Sie setzten ihre Karriere zunächst in der Extreme Sailing World Series fort. Für Trainingszwecke wurde mit diesem Extreme40-Katamaran auch am Zeller See gesegelt. Danach wechselte das Duo auf die GC32 Racing Tour und konnte auch dort beeindruckende Erfolge erzielen. 2021 wurden sie Weltmeister der GC32 World Tour und als erste Segler in die GC32 Class ‘Hall of Fame’ eingetragen.

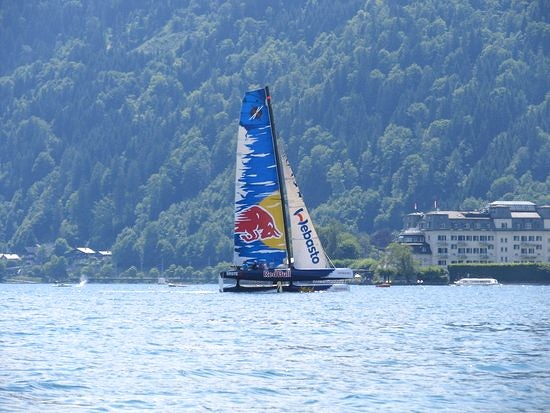
Extreme40 Katamaran vor dem Grand Hotel Zell am See

Scott Anderson wurde während seiner Zeit im Yachtclub Zell am See mit seinem A-Cat im Jahre 2002 Weltmeister (Masters). Weiter wurde er zwischen 1996 und 2002 5× Vizeweltmeister, 2× WM-Dritter und 1× EM-Dritter.
1998 erreichten Georg Vogler und Erich Schober den zweiten Platz bei der WM (Masters) im Flying Dutchman.
Rudolf Bräuer nahm 2017 mit seiner WETA 4.4 an den World Master Games in Neuseeland teil und wurde gesamt 12., in seiner Altersklasse (Masters) 4. und bester nicht-Australier/-Neuseeländer.
In den Jahren 2020 bis 2022 war der Yachtclub Zell am See auch bei der Österreichischen Segelbundesliga vertreten.

### Ehrungen

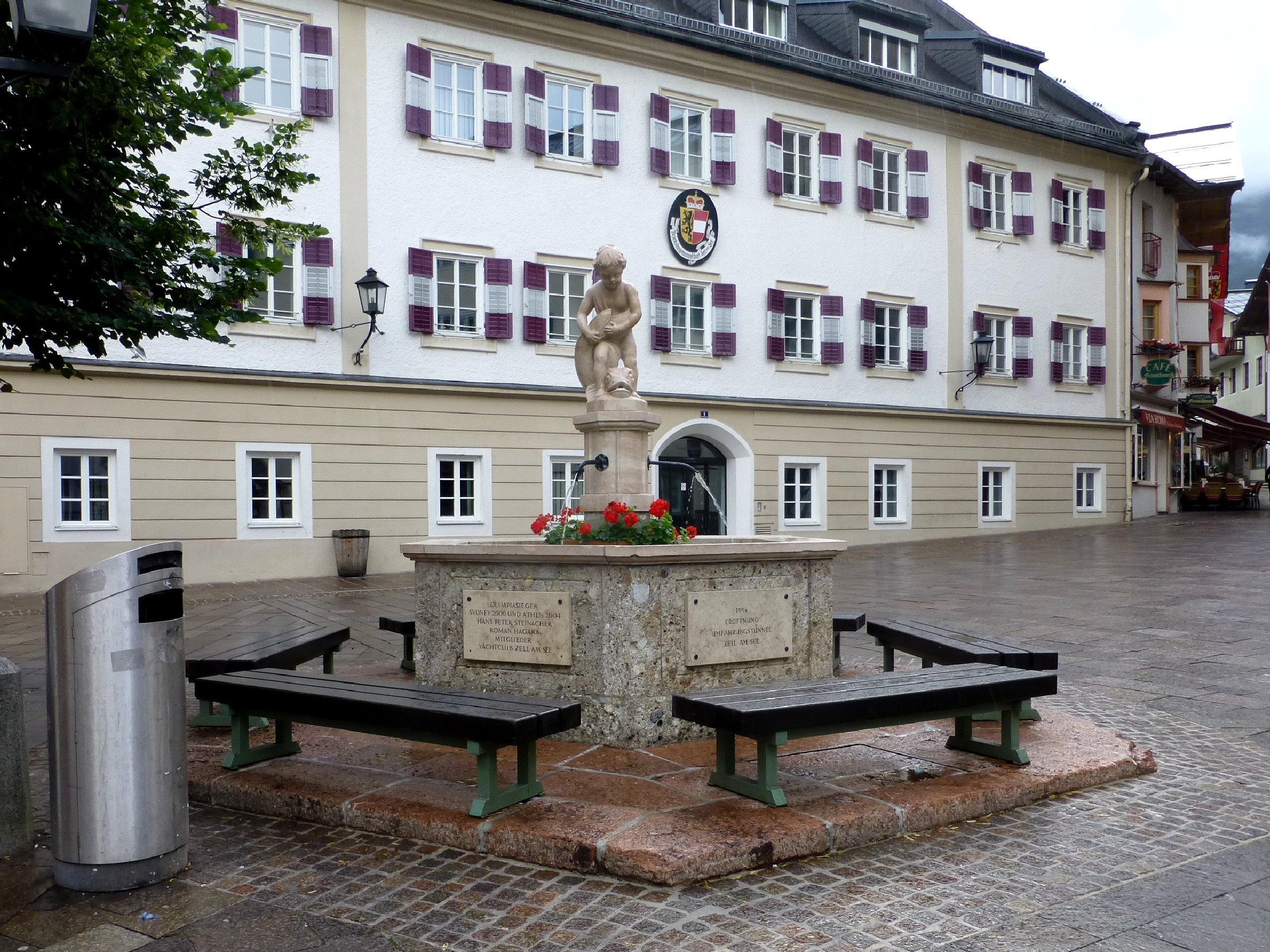
Ehrentafel Yachtclub Zell am See, Stadtplatz Zell am See

Einige Mitglieder des Yachtclub Zell am See haben besondere Staats-, Landes- und Stadt-Ehrungen erhalten. Am Stadtplatz Zell am See befindet sich ein Springbrunnen mit der Ehrentafel für Mitglieder des Yachtclub Zell am See.
- Erich Schober: Sport-Ehrenzeichen der Stadt Zell am See
- Hans-Peter Steinacher: Goldenes Ehrenzeichen für Verdienste um die Republik Österreich (2000), Großes Ehrenzeichen für Verdienste um die Republik Österreich (2004)[21], Ehrenbürgerschaft von Zell am See (2005), Ehrenbürgerschaft der Stadt Athen (2005), Goldener Löwe bei der Leonidas Sportlerwahl (2022)[22][23]
- Helmut Fersterer: Salzburger Tourismus-Verdienstzeichen für besondere Leistungen (2014)[24]
- Karl-Heinz Schuh: Salzburger Sport-Ehrenzeichen in Gold (2023), Ehrenpräsident des Yachtclub Zell am See (2014)
- Roman Hagara: Goldenes Ehrenzeichen für Verdienste um die Republik Österreich (2000), Großes Ehrenzeichen für Verdienste um die Republik Österreich (2004)[21], Ehrenbürgerschaft der Stadt Athen (2005), Großes Goldenes Ehrenzeichen des Burgenlandes (2022)[25]
- Willi Ebster: Salzburger Sport-Ehrenzeichen in Gold (2022)[26]

## Aktivitäten
Das gesellige Beisammensein und der Austausch zwischen Profi-Seglern und Amateuren steht ebenso im Vordergrund wie das Regattasegeln.

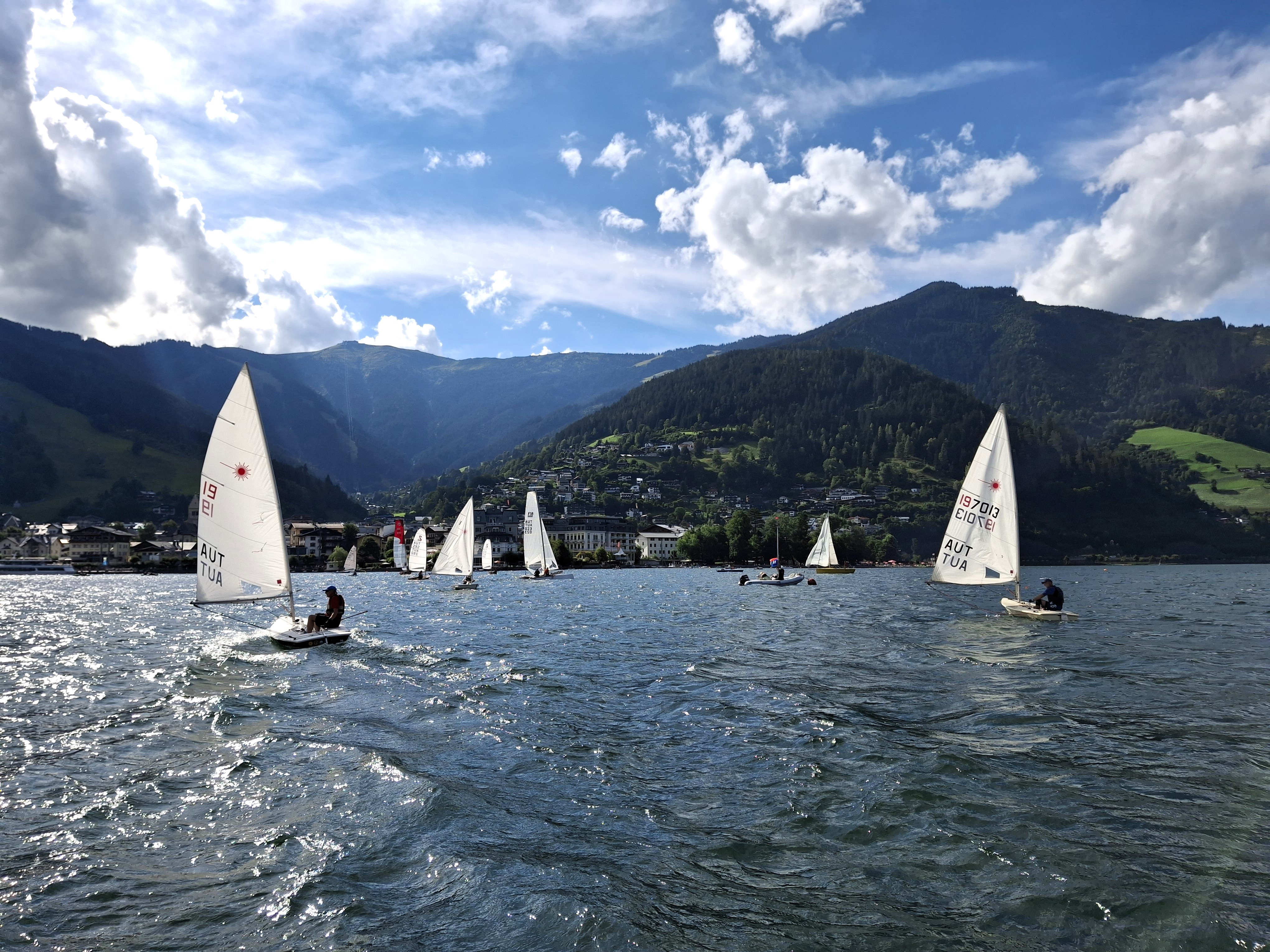
Segelboote zur Freitagabend Regatta vor Zell am See

Am Zeller See werden jedes Jahr Regatten ausgetragen. Schwerpunktregatten wie z. B. der internationale Seggerling Alpencup, die FD- und Contender-Schwerpunkt- und Landesmeisterschaften, oder die O-Jollen-Alpenseemeisterschaft bringen internationale Aufmerksamkeit an den See. Auf Grund der Vielzahl an beheimateten Bootsklassen gibt es auch viele Yardstick-Regatten wie z. B. das Blaue Band vom Zellersee. Im Zuge des Zeller Seefests 2013 war der Yachtclub Austragungsort für die Austrian Match Race Tour. Das Red Bull Sailing Team ist auch immer wieder zu Gast.
Durch die Jugendarbeit mit ausgebildeten Trainern wird der Nachwuchs in wöchentlichen Trainings gefördert. Boote für die Kinder und Jugendlichen werden vom Yachtclub zur Verfügung gestellt. Zur jährlich stattfindenden Jugendsegelwoche kommen auch viele internationale Teilnehmer.

## Infrastruktur

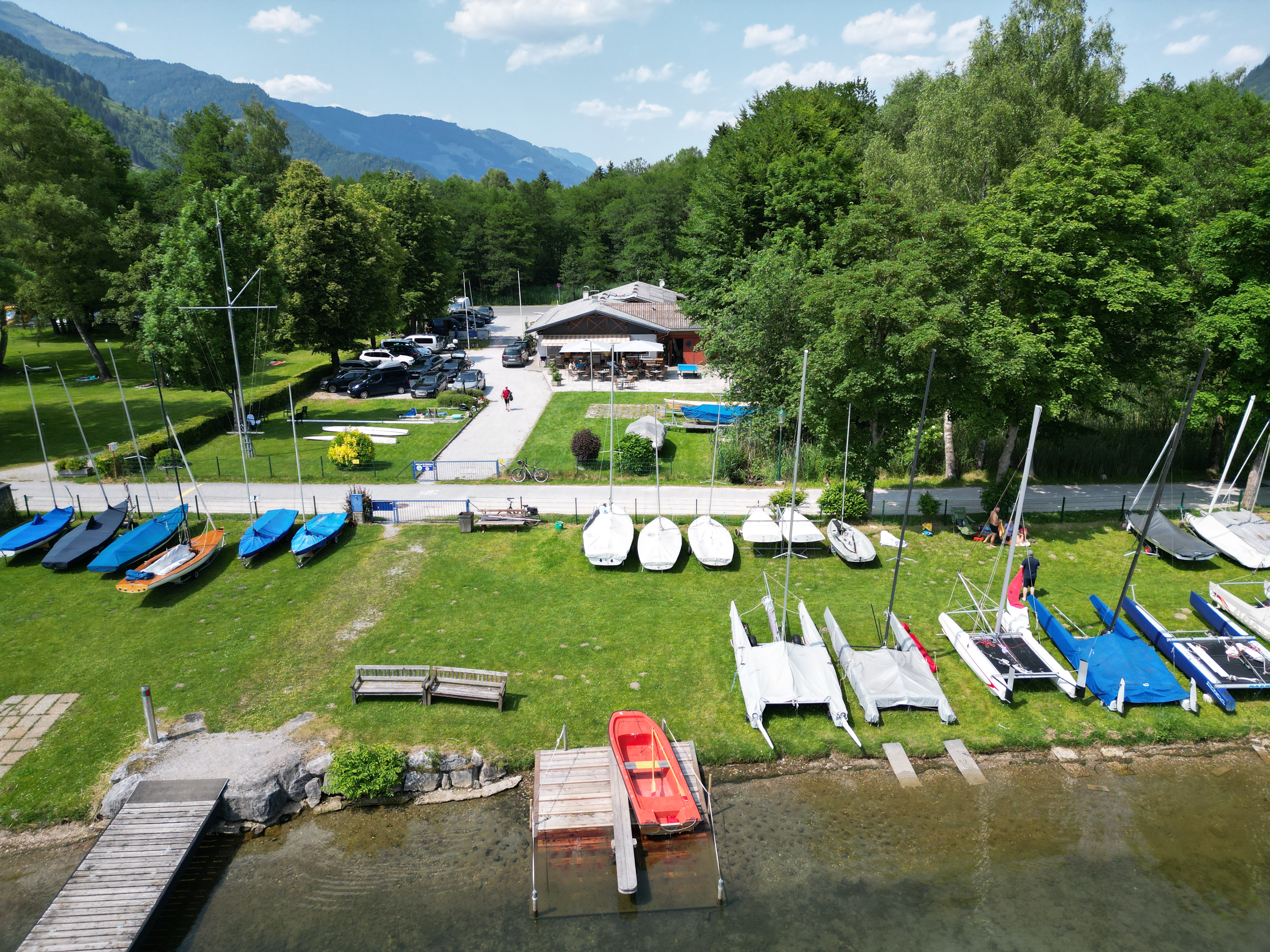
Areal des Yachtclub Zell am See mit Landliegeplätzen

Seit 1980 befindet sich das Clubgelände am Nordufer des Zeller Sees. Das Clubgebäude umfasst einen Mehrzweck-Seminarraum, ein Büro sowie Umkleide- und Sanitärräume mit Duschen und WC-Anlagen. Die an das Clubgelände unmittelbar angrenzende Badewiese bietet die Möglichkeit, auch bei großen Regattaveranstaltungen genügend Liegeplätze für die Regattateilnehmer bereitzustellen. Das 2024 neu eröffnete Seecamp Zell am See liegt circa 200 m östlich des Clubs am See. Für die Segler gibt es 60 Land-, 40 Mooring-, und 10 Bojenliegeplätze sowie zwei Slipanlagen und zwei Schwimmstege zum Festmachen. Gastliegeplätze gibt es auf Anfrage. Für nicht slipbare Boote steht ein Kran mit einer Tragkraft bis 2 t zur Verfügung.

## Bootsklassen
Am Yachtclub Zell am See sind über 20 verschiedene Bootsklassen vertreten.
- 15er Jollenkreuzer
- 420er
- A-Cat
- Aquila
- Contender
- Devoti D Zero
- Essence 6
- F18
- Feva RS
- Flying Dutchman (FD)
- H-Boot
- ILCA 7
- Korsar
- Longtze
- O-Jolle
- Optimist
- Pirat
- Seascape
- Seggerling
- Sunbeam
- Skippi 680
- Starboot
- Tempest
- Tornado
- UFO
- Ultimate20
- Zoom